# Henry Hurwitz
Henry Hurwitz Jr. (* 25. Dezember 1918 in New York City; † 14. April 1992 in Schenectady) war ein US-amerikanischer Physiker, der auf dem Gebiet der Reaktortechnik arbeitete.

## Leben
Henry Hurwitz studierte an der Cornell University und ab 1938 an der Harvard University und promovierte 1941 dort mit einer Arbeit zur Quantenmechanik. 1943 ging er nach Los Alamos (New Mexico) in die dort von Edward Teller gebildete Arbeitsgruppe, die sich mit der Entwicklung der Wasserstoffbombe befasste.
1946 wechselte er nach Schenectady an das im Mai 1946 gegründete Knolls Atomic Power Laboratory (KAPL), das zunächst von der General Electric Company (GE) und ab 1947 von der United States Atomic Energy Commission betrieben wurde. Ab 1947 war er am GE Research and Development Center tätig und für die Bereiche Hochtemperatur-Plasmaphysik, Kernforschung und Strahlung verantwortlich. Er leistete wichtige Beiträge zur Theorie und zur Konstruktion von Kernreaktoren, so zum Containment in Kernkraftwerken. Er war an 15 Patenten beteiligt und wirkte maßgeblich an der Entwicklung des atomaren Antriebes der U-Boote der Seawolf-Klasse mit.
Hurwitz gilt als einer der einflussreichsten Wissenschaftler in der US-amerikanischen Industrie. Er erhielt verschiedene Auszeichnungen und Ehrungen. 1953 wurde er Fellow der American Physical Society. Er war Fellow der American Association for the Advancement of Science.
1961 wurde Hurwitz mit dem Ernest-Orlando-Lawrence-Preis der Atomic Energy Commission geehrt. 1989 erhielt er die Seaborg-Medaille der American Nuclear Society für herausragende wissenschaftliche Beiträge zur friedlichen Nutzung der Kernenergie.